# Bursuk
Búrsuq (àrab: برسق, Bursuq, del turc oriental, que significa 'teixó') fou un dels principals amirs o caps militars dels seljúcides.
Era un jove amir al servei de Toghril Beg, el qual, en reconquerir Bagdad (1060), el va nomenar xihna (‘comandant militar’). Aquest càrrec no li devia durar gaire, ja que pacificada la ciutat el poder va passar a l'amid (governador civil) i probablement no hi va haver cap xihna a Bagdad durant una dotzena d'anys. El 1063 apareix com a hàjib (‘camarlenc’) del sultà, el qual acompanyava. L'any següent el nou sultà Alp Arslan li va encarregar d'anar a cobrar un tribut endarrerit a un vassall no identificat. Després desapareix durant quinze anys, en els quals no és esmentat per cap cronista, sense que se'n conegui la raó.
El 1078 apareix al servei de Màlik-Xah, que el va enviar a Anatòlia contra els seljúcides rebels, fills de Kutalmix, a un dels quals, Mansur, va matar, tot i que no va poder derrotar l'altre, Sulayman. El 1086 dirigia, juntament amb l'amir Buzan d'Edessa, l'avantguarda de l'exèrcit de Màlik-Xah que va prendre Alep a Sulayman; probablement fou llavors quan fou enviat a Anatòlia per combatre l'hereu de Sulayman, que s'havia fet fort a Iznik (Nicea) amb el suport de l'emperador romà d'Orient Aleix I Comnè. Probablement fou llavors que els romans d'Orient van haver de pagar un tribut de 330.000 dinars.
Poc temps després va dirigir a Bagdad les festes de l'enllaç del califa amb una filla de Màlik-Xah. A la mort d'aquest, es va declarar a favor de Barkyaruq, especialment contra Tútuix I. Va seguir el seu senyor a Esfahan, on fou assassinat pels ismaïlites.